# 유덴부르크군

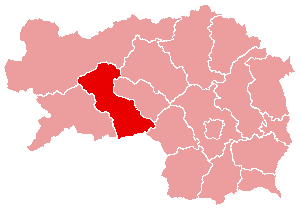
유덴부르크군의 위치

유덴부르크군(독일어: Bezirk Judenburg)은 과거 오스트리아 슈타이어마르크주에 존재했던 군으로 행정 중심지는 유덴부르크이며 면적은 1,097.4km2, 인구는 48,218명(2001년 기준), 인구 밀도는 44명/km2이다.
서쪽으로는 무라우군, 북쪽으로는 리첸군, 북동쪽으로는 레오벤군, 동쪽으로는 크니텔펠트군, 남동쪽으로는 포이츠베르크군, 남쪽으로는 케른텐주 볼프스베르크군, 장크트파이트안데어글란군과 접했다. 2012년 1월 1일에 유덴부르크군과 크니텔펠트군이 무르탈군으로 합병되면서 폐지되었다.

## 하위 행정 구역
2개 도시, 5개 시장도시, 17개 일반 시를 관할했다.
- 도시
  - 유덴부르크(Judenburg)
  - 첼트베크(Zeltweg)
- 시장도시
  - 오프다흐(Obdach)
  - 오버차이링(Oberzeiring)
  - 푈스(Pöls)
  - 운츠마르크트프라우엔부르크(Unzmarkt-Frauenburg)
  - 바이스키르헨인슈타이어마르크(Weißkirchen in Steiermark)
- 일반 시
  - 아메링(Amering)
  - 브레트슈타인(Bretstein)
  - 에펜슈타인(Eppenstein)
  - 폰스도르프(Fohnsdorf)
  - 호엔타우에른(Hohentauern)
  - 바리아부흐파이슈트리츠(Maria Buch-Feistritz)
  - 오버쿠르츠하임(Oberkurzheim)
  - 오버베크(Oberweg)
  - 푸스터발트(Pusterwald)
  - 라이플링(Reifling)
  - 라이스슈트라세(Reisstraße)
  - 장크트아나암라판테크(Sankt Anna am Lavantegg)
  - 장크트게오르겐오프유덴부르크(Sankt Georgen ob Judenburg)
  - 장크트요한암타우에른(Sankt Johann am Tauern)
  - 장크트오스발트뫼더브루크(Sankt Oswald-Möderbrugg)
  - 장크트페터오프유덴부르크(Sankt Peter ob Judenburg)
  - 장크트볼프강킨베르크(Sankt Wolfgang-Kienberg)